# Operacja Krąg
Operacja Ring (ros. Операция Кольцо trb. Opieracyja Kolco trl. Operaciâ Kol′co; orm. Օղակ գործողություն trb. Oghak gorcoghutjun lub Oghak gortsoghut'yun, azer. Çaykənd əməliy) – operacja prowadzona przez radzieckie siły bezpieczeństwa wewnętrznego i jednostki OMON w zaludnionych przez Ormian zachodnich regionach Azerbejdżańskiej SRR, Nagorno-Karabachskiego OA oraz wzdłuż północno-zachodniej granicy Armeńskiej SRR. 
Oficjalnie nazywana operacją sprawdzania paszportów, a jej oficjalnym celem było rozbrojenie oddziałów milicji ormiańskiej zorganizowanych w „[nielegalnych] formacjach zbrojnych”, które prowadziły potyczki z analogicznymi bojówkami azerskimi. Akcja ta była również odpowiedzią władz radzieckich na niepodległościowe dążenia Armeńskiej SRR przy jednoczesnej lojalistycznej wobec Moskwy postawy rządu Azerbejdżańskiej SRR. 
Wbrew oficjalnie ustalonym celom wojska radzieckie (w tym oddziały z Azerbejdżańskiej SRR) siłą wysiedliły Ormian mieszkających w 24 miejscowościach rozsianych po całym Szahumianie oraz 17 miejscowości w regionie Şuşa i okolicach miasta Hadrut. Niektórzy autorzy klasyfikują działania połączonych sił radzieckich i azerbejdżańskich jako czystki etniczne. Operacji wojskowej towarzyszyło systematyczne i rażące łamanie praw człowieka.